# بليك كامب
بليك كامب (بالإنجليزية: Blake Camp)‏ هو لاعب كرة قدم أمريكي، ولد في 11 أكتوبر 1983 في أثينا في الولايات المتحدة. لعب مع أتلانتا سيلفرباكس ونيويورك ريد بولز.